# Давід Лопес Морено
Давід Лопес Морено (ісп. David López Moreno; 10 вересня 1982, Логроньо) — іспанський футболіст, півзахисник.

## Життєпис
Давид Лопес є вихованцем футбольного клубу «Осасуна». Він виступав за молодіжний склад, потім за другу команду і 2004 року потрапив до основного складу. Незабаром Лопес став одним з основних гравців клубу. Особливо пам'ятним був сезон 2006/07, в якому «Осасуна» вперше грала у кваліфікації Ліги чемпіонів і дійшла до півфіналу Кубка УЄФА. Загалом за три роки в «Осасуні» Давід Лопес взяв участь у 78-ми матчах чемпіонату Іспанії.
2007 року Лопес перейшов до «Атлетік Більбао», який заплатив за нього 6 млн євро. Він швидко вписався в нову команду і в наступні чотири роки був одним з основних її гравців. 2011 року на посаду головного тренера «Атлетіка» прийшов Марсело Б'єлса і положення Лопеса в команді змінилось. Він не вписувався в тренерські плани і в сезоні 2011/12 рідко з'являвся на полі, переважно виходячи на заміни. Влітку 2012 року Лопес домовився з клубом про дострокове розірвання свого контракту, який був розрахований ще на три роки, і покинув «Атлетік», за який зіграв понад 120 матчів.
Ставши вільним агентом, у серпні 2012 року Лопес перейшов до англійського клубу «Брайтон енд Гоув Альбіон», виступав у чемпіонаті Футбольної ліги. Його контракт з клубом був підписаний на рік, проте через рік він підписав ще один річний контракт. За два сезони в клубі Лопес зіграв 67 матчів і забив 12 голів у чемпіонаті Футбольної ліги.
У серпні 2014 року Лопес повернувся до Іспанії. У статусі вільного агента він підписав угоду на два роки з клубом «Луго», що представляв другий дивізіон чемпіонату Іспанії. Влітку 2016 року Лопес став вільним агентом.